# Cotoneaster dielsianus
Cotoneaster dielsianus là loài thực vật có hoa trong họ Hoa hồng. Loài này được E. Pritz. ex Diels mô tả khoa học đầu tiên năm 1900.